# Dirphia fassli
Dirphia fassli är en fjärilsart som beskrevs av Paul Dognin 1923. Dirphia fassli ingår i släktet Dirphia och familjen påfågelsspinnare. Inga underarter finns listade i Catalogue of Life.